# 漢考克鎮區 (明尼蘇達州卡弗縣)
漢考克鎮區（英語：Hancock Township）是位於美國明尼蘇達州卡弗縣的一個行政鎮區。

## 地方資料
漢考克鎮區的面積為46.40平方千米，當中陸地面積為46.00平方千米，而水域面積為0.40平方千米。根據2020年美國人口普查的數據，當地共有人口336人，而人口密度為每平方千米7.24人。